# Paracucumaria parva
Paracucumaria parva is een zeekomkommer uit de familie Cucumariidae.
De wetenschappelijke naam van de soort werd in 1915 gepubliceerd door H. Ohshima.